# Mammillaria insularis
Mammillaria insularis (укр. Мамілярія інсуляріс, Мамілярія острівна) —сукулентна рослина з роду мамілярія (Mammillaria) родини кактусових (Cactaceae).

## Ареал
Mammillaria insularis є ендемічною рослиною Мексики. Ареал розташований на острівці і материку поблизу міста Баїя-де-Лос-Анджелес, півострів Каліфорнія.

## Морфологічний опис
Рослина іноді зростає поодинокими екземплярами, але зазвичай формує кластери.
| Орган              | Опис                                                    |
| Коріння            | м'ясисте, соковите.                                     |
| Стебло             | приплюснуто-кулясте, до 6 см заввишки, в діаметрі 5 см. |
| Епідерміс          | синьо-зелений.                                          |
| Маміли             | усічено-конічні, без молочного соку.                    |
| Аксили             | голі або з невеликою кількістю пуху.                    |
| Центральні колючки | 1, з гачком, з чорним кінцем, до 10 мм завдовжки.       |
| Радіальні колючки  | 20-30, голчасті, білі, до 5 мм завдовжки.               |
| Квіти              | воронковподібні, світло-рожеві, завдовжки 15-25 мм.     |
| Плоди              | булавоподібні, оранжево-червоні, завдовжки 10 мм.       |
| Насіння            | чорне.                                                  |

## Екологія
Зростає на висотах до 50 м над рівнем моря в пустелі серед чагарнику у прибережних районах.

## Охоронні заходи
Mammillaria insularis входить до Червоного списку Міжнародного союзу охорони природи видів, з найменшим ризиком (LC).
Ареал зростання складає менше 5 000 км². Субпопуляції, що мешкають на материку на півдні Нижньої Каліфорнії, частково перебувають під загрозою, але субпопуляції, що мешкають на островах перебувають під захистом через те, що людський вплив на них є низьким. Рослини цього виду також зростають на одному з найбільших островів, Анхель-де-ла-Гварда, де вони, імовірно, добре захищені у віддалених районах. Весь ареал розташований в межах природоохоронних територій. Основними загрозами є урбанізація і розвиток туризму.
Mammillaria insularis занесена в Мексиці до національного списку видів, що знаходяться під загрозою зникнення, де вона входить до категорії „підлягають особливому захисту“.
Охороняється Конвенцією про міжнародну торгівлю видами дикої фауни і флори, що перебувають під загрозою зникнення (CITES).

## Близькі види
Mammillaria insularis дуже схожа з Mammillaria boolii. У Mammillaria insularis форма тіла майже конічна, з основою ширшою, ніж інша частина стебла, і вона більш схильна до кущіння (Mammillaria boolii більш бочкоподібна, звужується до основи і має тенденцію залишатися одиночною); її квітки в цілому з коротшою трубкою і більш блідо-рожеві, ніж у Mammillaria boolii, іноді з дуже широкими білими краями пелюсток. Центральна колючка коротша, біла з дуже темним пурпурно-чорним кінчиком, в порівнянні з довшою, трохи тоншою жовтувато-коричневою центральною колючкою (кінчик темно-коричневий) у Mammillaria boolii.
Ці маміліярії явно споріднені, і мають багато спільного з Mammillaria schumannii, що мешкає південніше.